# カピッツォーネ
カピッツォーネ（伊: Capizzone  ( 音声ファイル)）は、イタリア共和国ロンバルディア州ベルガモ県にある、人口約1,200人の基礎自治体（コムーネ）。

## 地理

### 位置・広がり
ベルガモ県西部、ヴァッレ・イマーニャのコムーネ。コムーネの中心集落カモネオーネ (Camoneone) は、県都ベルガモから北西へ13km、州都ミラノから北東へ46kmの距離にある。

#### 隣接コムーネ
隣接するコムーネは以下の通り。
- ベドゥリータ
- ベルベンノ
- ロンコラ
- ストロッツァ
- ウビアーレ・クラネッツォ
- ヴァル・ブレンビッラ

### 地震分類
イタリアの地震リスク階級 (it) では、3 に分類される
。

## 行政

### 山岳部共同体
広域行政組織である山岳部共同体「ヴァッレ・イマーニャ山岳部共同体」  (it:Comunità montana Valle Imagna)  （事務所所在地：サントモボーノ・テルメ）を構成するコムーネである。